# Campionato africano femminile di pallavolo 1993
Il VI campionato africano femminile di pallavolo si è svolto nel 1993 a Lagos, in Nigeria. Al torneo hanno partecipato 10 squadre nazionali africane e la vittoria finale è andata per la seconda volta consecutiva al Kenya.

## Squadre partecipanti
| - Botswana - Camerun - Egitto - Etiopia - Ghana | - Kenya - Nigeria - Mauritius - Sudafrica - Tunisia |

## Classifica finale
| Classifica | Squadre   |
| ---------- | --------- |
|            | Kenya     |
|            | Egitto    |
|            | Nigeria   |
| 4          | Camerun   |
| 5          | Etiopia   |
| 6          | Tunisia   |
| 7          | Mauritius |
| 8          | Sudafrica |
| 9          | Ghana     |
| 10         | Botswana  |